# Rome (TV-serie)
För andra betydelser, se Rome.
Rome (egentligen det engelska namnet på staden Rom) är en TV-serie producerad från 2005 till 2007. Den samproducerades av det amerikanska bolaget HBO, brittiska BBC och italienska RAI. Rome är en historisk dramadokumentär och beskrivs som en av historiens dyraste TV-produktioner och dess första säsong sändes i amerikansk TV hösten 2005. Serien hade premiär i Sverige den 18 januari 2006 på Canal+ och fick sen premiär för en större publik den 7 juli 2006 på Kanal 5.

## Handling
Serien tar sin början i Rom år 52 f.Kr. när Julius Caesar återkommer till Rom från sina segerrika krigståg i Gallien. Serien skildrar början av den romerska republikens sammanbrott på grund av klasskampen mellan plebejer och patricier, korrumperade politiker och fattigdom. Samtidigt som tittaren får följa de rika, de mäktiga och de "historiskt signifikanta", kretsar historien kring två soldaters liv, familjer, bekanta och öde: Lucius Vorenus och Titus Pullo (för övrigt de enda "vanliga" soldater som är omnämnda i Caesars Commentarii de Bello Gallico).

## Utmärkelser
Rome var 2005 Golden Globe-nominerad i två klasser: för bästa dramaserie samt Polly Walker nominerades för bästa skådespelerska i en dramaserie. 

## Rollista, urval
- Julius Caesar - Ciarán Hinds
- Titus Pullo - Ray Stevenson
- Lucius Vorenus - Kevin McKidd
- Niobe, Lucius fru - Indira Varma
- Pompejus - Kenneth Cranham
- Atia Balba Caesonia - Polly Walker
- Marcus Antonius - James Purefoy
- Marcus Junius Brutus - Tobias Menzies
- Servilia, Brutus mor - Lindsay Duncan
- Gaius Octavius, Atias son - Max Pirkis (som ung), Simon Woods (som äldre)
- Octavia Thurina Minor, Atias dotter - Kerry Condon
- Kleopatra - Lyndsey Marshal

## Rollfiguren Titus Pullo
Titus Pullo var också namnet på en historisk person.
Titus Pullo i spelas av Ray Stevenson. Han är i seriens början legionär vid 13:e legionen (Legio XIII Gemina) under centurionen Lucius Vorenus. Han framställs som en man med stor aptit på strid, vin och kvinnor; lojal och generös men samtidigt brutal med en rövares moral. I första episoden beskriver han sig själv med orden: "I like to kill my enemy, take their gold, and enjoy their women." Under seriens gång utvecklas han dock markant och får ett större djup.
Pullo är son till en slavinna som dog när han var barn och han kände aldrig sin far. Legionen är vid seriens början det närmaste han haft en familj och ett hem. Lucius Vorenus får med tiden alltmer rollen av en äldre (mer förståndig, moralisk och ansvarstagande) bror. Under andra säsongen blir rollerna ombytta när Vorenus drabbas av stor sorg, skuld och vrede och Pullo istället blir den som får ta större ansvar och vara den mer förnuftiga. Så småningom gifter sig Pullo med sin frigivna slavinna Eirene, vilket dock inte slutar lyckligt. Han blir även involverad med Cleopatra samt slavinnan Gaia. I episoden Caesarion framgår ganska tydligt att fadern till Cleopatras son inte alls är Julius Caesar, utan Titus Pullo. Pullo är fatalist och har en pragmatisk inställning till gudarna, vilket ibland skapar problem.

### Titus Pullo i de olika avsnitten
I första avsnittet The Stolen Eagle möter vi Pullo först vid den avgörande striden mot gallerna år 52 f.Kr. Han bryter då formationen och kastar sig in bland fienden, vilt kämpande med sitt svärd. Vorenus försöker kalla honom tillbaka men ignoreras och tvingas ändra formation för att hämta in Pullo (jfr ovan den historiska personen Titus Pullo). Som tack slår Pullo till sin centurion varefter han golvas och dras i säkerhet av sina kamrater. Därefter får han i lägret disciplinstraff i form av piskning för fylla och en dödsdom för att han vägrade lyda order och slog sin överordnade. I väntan på verkställande av dödsdomen hamnar han i finkan.
När Caesars personliga standar stjäls får Vorenus uppdraget att återfinna det och han väljer då Pullo att hjälpa honom. Detta eftersom han anser det vara ett hopplöst uppdrag och Pullo redan är i praktiken död, så vore det synd att slösa bort en annan legionärs liv. Uppdraget verkar gå åt skogen när Pullo somnar på sin vakt och deras hästar stjäls, men tack vare detta korsas deras väg av tjuvarna som dessutom har tagit Caesars unge släkting Octavianus (den framtida kejsar Augustus) till fånga. De tar tillbaka standaret, befriar Octavianus och avslöjar att Pompejus låg bakom alltihopa, vilket blir en av de utlösande faktorerna till det kommande inbördeskriget och Caesars väg till makten. Här grundläggs även Pullos vänskap med Octavian, vilket senare visar sig betydelsefullt.
I andra avsnittet How Titus Pullo brought down the republic möter vi Pullo på väg till Rom tillsammans med Marcus Antonius, Lucius Vorenus, Octavianus och en mindre trupp legionärer. Pullo och Vorenus har nu personligen fått hästar av Caesar och rider under standaret (en stor ära). Pullo ser fram mot att komma till Rom där han tänker sig dricka upp allt vin, röka allt röka och förlusta sig med varenda hora i staden. Vorenus är mer fundersam inför det första mötet med sin hustru Niobe på 8 år. Pullo och Vorenus eskorterar Octavianus hem innan de skiljs åt. Vorenus går hem medan Pullo besöker horhus och spelhålor. När Pullo råkar ut för en falskspelare utbryter ett vilt, blodigt och även dödligt slagsmål där han själv får någonting hårt i skallen. Han lyckas dock stapla hem till Vorenus och härnäst får man se hur en trepanering (hjärnkirurgi) gick till under romartiden. Som avslutning sätter läkaren fast en metallplatta över hålet i Pullos huvud. Till Niobes förtrytelse blir nu Pullo konvalescent i Vorenus hem. Han charmar sig dock snart in på hennes goda sida och får höra att återföreningen med Vorenus varit allt annat än lyckad.
Under tiden har Marcus Antonius blivit vald till folktribun men misslyckats att lägga in ett veto i senaten om en motion som mer eller mindre förklarar Caesar vara en brottsling och fredlös. När ett nytt försök att lägga in vetot skall göras, kallar Marcus Antonius samman alla sina män, inklusive Vorenus och Pullo som skall eskortera honom till senaten och se till att ingen hindrar honom att komma fram. Pompejus är också angelägen att vetot skall läggas, eftersom motionen aldrig varit avsedd att gå igenom. På väg till forum går Vorenus och Pullo i täten...när en man i folkmassan visar sig vara god vän med den falskspelande tärningsspelare Pullo dödade vid sin ankomst till Rom. Denne går då till anfall mot Pullo...men det ser för alla andra ut som om han attackerar Marcus Antonius. En strid bryter ut, Vorenus såras allvarligt men räddas av Pullo och följet kommer aldrig fram till senaten utan man ger sig snabbt av från Rom tillbaka till Caesars läger. Här belönar Caesar Pullo som den store hjälten och lyckas med hans hjälp få alla legionärerna med på att man skall marschera mot Rom. Pullo och Vorenus har nu blivit rebeller och förrädare (i senatens ögon), Vorenus dessutom mot sin vilja och sina principer, i och med att legionen korsar floden Rubicon.
I den tredje avsnittet An owl in a thornbush möter vi åter Vorenus och Pullo till häst, när de får order av Caesar att rekognoscera vägen till Rom med en avdelning ubiiskt kavalleri. De skall avancera tills de möter motstånd, och om inget motstånd påträffas rida till Rom och spika upp Caesars proklamation på senatsportarna. När de slår läger för natten ber Vorenus Pullo om råd; eftersom Pullo ständigt skryter om att han vet allt om kvinnor vill nu Vorenus veta vad han skall göra för att få sin hustru Niobe att sluta hata honom. Dagen därpå stöter man på Pompejus förtrupper. Vorenus vill nu följa order och återvända till Caesar och avrapportera, men Pullo rider istället till anfall tillsammans med ubierna. Förtrupperna flyr utan strid. Man fortsätter mot Rom och Pullo ger nu Vorenus alla goda råd han kan komma på angående hur man ställer sig in hos kvinnor. Det inkluderar att ge damen i fråga en fiendes varma ännu bultande hjärta (urrk), att prata med henne som om hon vore en nervös häst, att alltid säga att hon är vacker även när hon inte är det samt att komma ihåg att ta hand om den "lilla knappen" när man kopulerar. Vorenus undrar misstänksamt hur Pullo kan veta att Niobe har en "liten knapp"...och Pullo försäkrar att alla kvinnor har en sådan.
Till slut har man Rom i sikte men inga soldater verkar försvara staden. Vorenus undrar om det är en krigslist eller om gudarna övergivit Rom. Man möter en oxdragen vagn och frågar oxdrivarna om vad som hänt. De meddelar att Pompejus och senaten flytt staden som nu är öppen. Fast tittarna vet att dessa oxdrivare är Pompejus män som stulit guldet ur statskassan och sedan deserterat samt att de kidnappat en slavflicka som de nu har bundit efter vagnen. Ledaren önskar Vorenus och hans män lycka till...Pullo har dock fått ögonen på den stackars slavflickan och frågar vad hon kostar, men hon är inte till salu. Vorenus undrar vad de har i vagnen och får höra att det är säd. Vorenus undrar varför nio män med soldatstövlar (sandaler) kör en sädesvagn och vill titta på lasten...detta leder till en strid varvid alla desertörerna utom en dödas. Denne flyr, oxarna går iväg på egen hand med vagnen och flickan på släp. Pullo vill återvända till vagnen, titta på lasten och befria flickan men Vorenus insiterar på att de skall följa sina order och ta sig till senaten. Ilsket lyder Pullo order. När Vorenus har spikat upp Caesars proklamation tar han till Pullos förvåning av sig sitt svärd och meddelar att han lämnar legionen eftersom han inte vill vara en förrädare och rebell. Vorenus går hem medan Pullo rider tillbaka ut ur Rom och kommer i kapp oxvagnen som nu stannat. Han befriar flickan och tar sig sedan en titt på lasten, tappar hakan när han får se allt guldet. Nu närmar sig dock Caesar med resten av legionen, så Pullo lyfter upp flickan på vagnen, schasar iväg sin häst, kamouflerar sig med en mantel och får fart på oxarna.
I fjärde avsnittet Stealing from Saturn har Caesar problem. Han har nu makten i Rom men hans tillgångar börjar tryta på grund av alla mutor han betalar. Och statskassan är ju borta...Pompejus i sin tur behöver också pengar för att kunna betala sina legioner och får veta att desertörerna förlorat guldet till en centurion i 13:de legionen. Han ger sin son Quintus i uppdrag att återta guldet. Vorenus försöker vänja sig vid det civila livet och planerar försörja sig på import av varor från Gallien. Därför inleder han denna nya fas i livet med en stor fest. Ett stort bråk avbryter dock festen i förtid och han och Niobe är ensamma kvar när Quintus dyker upp med ett gäng skyter och frågar efter guldet. Vorenus vet förstås ingenting, Quintus hotar Niobe och det ser ut att sluta allvarligt när Pullo dyker upp utanför, buren på en bärstol under mycket stoj och glam. Pullo kommer in på gården följd av slavflickan som nu har fina kläder och många guldsmycken. Han uppfattar snart situationen och som distraktion kastar han en näve guldpengar upp i luften. Quintus gäng slänger sig genast över dessa och kan lätt övermannas av Vorenus och Pullo. Nu har Pullo en plan...han försöker övertyga Vorenus att de skall dumpa Quintus i Tibern, hämta guldet och sedan snabbt ta sig till Spanien. Vorenus vägrar - dels vore det en fruktansvärd synd att stjäla guldet som faktiskt tillhör guden Saturnus dels var ju Pullo inte särskilt diskret när han lät sig bäras runt i staden. Snart vet alla vem som stulit guldet och var han är. Enda lösningen är att ge tillbaka guldet. Pullo tycker han är otacksam nu när Pullo så generöst ville dela med sig, men Vorenus säger att det är en order! Pullo lyfter upp Quintus och ger sig av.
Härnäst dyker Pullo upp inför Caesar som undrar vad i hela fridens namn han nu hittat på. Han blir dock synnerligen belåten när han förstår att Pompejus inte har guldet utan att Pullo har gömt det i skogen utanför Rom. Han beordrar Marcus Antonius att hämta guldet tillsammans med Pullo. Sedan säger han åt Pullo: "Du är en tjuv. En dum, inkompetent tjuv." Pullo börjar svettas och tror att han kommer att förlora huvudet snart. Caesar fortsätter:"Men du har tjänat mig väl tidigare, så jag skall låtsas att din dumhet är en slags ärlighet och inte straffa dig. Jag vill inte komma på kant med Fortuna och hon har tydligen gjort dig till hennes husdjur". Pullo andas ut. Caesar bestämmer sig för att till och med belöna honom med 100 guldstycken när guldet är hämtat.
När guldet är hämtat återvänder Pullo till Vorenus hem. Niobe är ensam där tillsammans med sin svåger Evander. Det har tidigare framgått att Evander är far till bebisen Lucius, Niobes son. Niobe har dock fått Vorenus och Pullo att tro att Lucius är dottern Vorenas barn och därför Vorenus dotterson. Niobe säger åt Evander att gå eftersom det är Vorenus hon älskar, just som Pullo kommer in. Niobe är glatt överraskad att Caesar lät Pullo slippa undan med livet och presenterar besvärat Evander. Båda slår sig ner vid bordet och för ett krystat samtal medan Pullos hjärna arbetar för högtryck under sin metallplatta.

## Avsnitt
Säsong 1 uppdelades i 12 avsnitt. Säsong 2 uppdelades i 10 avsnitt.
| Nr | Namn                                                             | Regissör       | Manusförfattare              |
| -- | ---------------------------------------------------------------- | -------------- | ---------------------------- |
| 1  | "The Stolen Eagle"                                               | Michael Apted  | Bruno Heller                 |
| 2  | "How Titus Pullo Brought Down the Republic"                      | Michael Apted  | Bruno Heller                 |
| 3  | "An Owl in a Thornbush"                                          | Michael Apted  | Bruno Heller                 |
| 4  | "Stealing from Saturn"                                           | Julian Farino  | Bruno Heller                 |
| 5  | "The Ram Has Touched the Wall"                                   | Allen Coulter  | Bruno Heller                 |
| 6  | "Egeria"                                                         | Alan Poul      | John Milius och Bruno Heller |
| 7  | "Pharsalus"                                                      | Tim Van Patten | David Frankel                |
| 8  | "Caesarion"                                                      | Steve Shill    | William J. MacDonald         |
| 9  | "Utica"                                                          | Jeremy Podeswa | Alexandra Cunningham         |
| 10 | "Triumph"                                                        | Alan Taylor    | Adrian Hodges                |
| 11 | "The Spoils"                                                     | Mikael Salomon | Bruno Heller                 |
| 12 | "Kalends of February"                                            | Alan Taylor    | Bruno Heller                 |
| 13 | "Passover"                                                       | Tim Van Patten | Bruno Heller                 |
| 14 | "Son of Hades"                                                   | Allen Coulter  | Bruno Heller                 |
| 15 | "These Being the Words of Marcus Tullius Cicero"                 | Alan Poul      | Scott Buck                   |
| 16 | "Testude et Lepus (The Torotise and the Hare)"                   | Adam Davidson  | Todd Ellis Kessler           |
| 17 | "Heroes of the Republic"                                         | Alik Sakharov  | Mere Smith                   |
| 18 | "Philippi"                                                       | Roger Young    | Eoghan Mahony                |
| 19 | "Death Mask"                                                     | John Maybury   | Scott Buck                   |
| 20 | "A Necessary Fiction"                                            | Carl Franklin  | Todd Ellis Kessler           |
| 21 | "Deus Impeditio Esuritori Nullus (No God Can Stop a Hungry Man)" | Steve Shill    | Mere Smith                   |
| 22 | "De Patro Vostro (About Your Father)"                            | John Maybury   | Bruno Heller                 |